# الانسیک، وزیرکوپرو
الانسیک، وزیرکوپرو (به لاتین: Alancık, Vezirköprü) یک منطقهٔ مسکونی در ترکیه است که در استان سامسون واقع شده‌است.